# 레이라니 사렐
레일라니 서렐(Leilani Sarelle, 1966년 9월 28일 ~ )은 미국의 배우이다.

## 출연 작품

### 영화
- 매니악 (1986)
- 샤그 (1989, Shag)
- 폭풍의 질주 (1990)
- 원초적 본능 (1992) - 록시 역
- 리틀 시스터 (1992)
- 하베스트 (1993, The Harvest)
- Sketch Artist II: Hands That See (1995)
- 5 Hour Friends (2013)
- Midlife (2015)